# Kiriwina
Kiriwina antiguamente Boyowa, es la más grande de las islas Trobriand, con un área 290.5 km². Forma parte de la provincia de Bahía Milne
de Papúa Nueva Guinea. La mayor parte de las 12.000 personas que viven en las Trobriand viven en Kiriwina. El lenguaje kilivila, también conocido como Kiriwina, nativo de la isla. La ciudad principal es Losuia.

## Historia

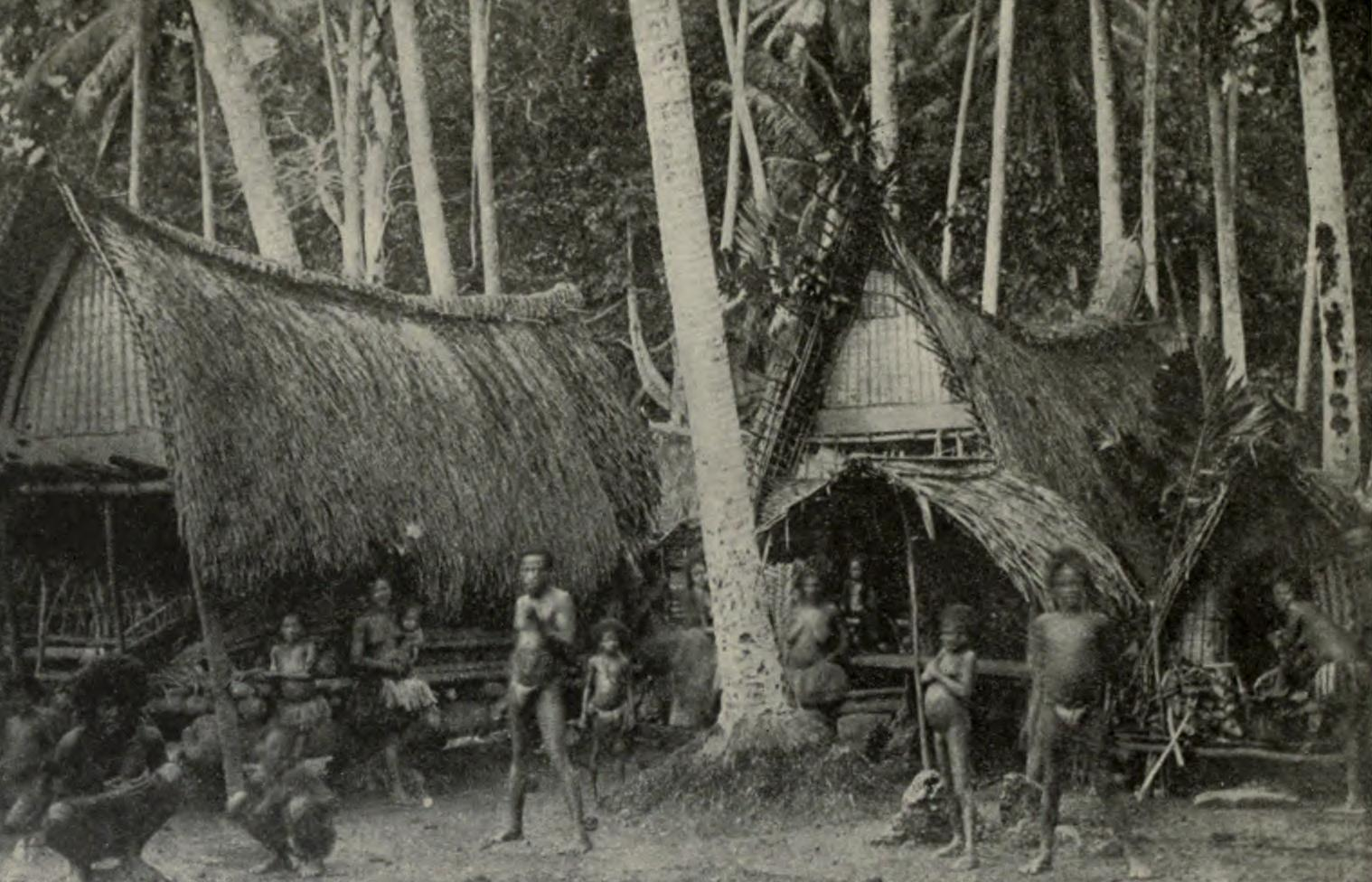
Una aldea en Kiriwina Village, Memoirs Bishop Museum, Vol. II, Fig. 55

La Operación Chronicle fue el nombre dado al desembarco de las fuerzas aliadas en Kiriwina y la isla de Woodlark el 30 de junio de 1943, durante la Segunda Guerra Mundial. Tras el desembarco del Cuerpo de Ingenieros del Ejército de los Estados Unidos supervisó la construcción de aeródromo de Kiriwina, que comprende un arrecife de coral con superficie de 2.000 metros. La 73.ª Unidad de la RAAF fue acantonada en este campo en agosto de 1943. Una base de hidroaviones se construyó en Losuia, que consiste en un amarre permanente.